# Гонфревиль-л’Орше
Гонфревиль-л’Орше (фр. Gonfreville-l'Orcher) — город на севере Франции, регион Нормандия, департамент Приморская Сена, округ Гавр, кантон Гавр-3. Расположен в 12 км к востоку от Гавра. Через территорию города, выходящую на правый берег Сены, проходят автомагистраль А131 и Танкарвильский канал.
Население (2018) — 9162 человека.

## История
С 1945 по 1947 годы на территории коммуны Гонфревиль-л’Орше располагался один из крупнейших американских транзитных военных лагерей — Филипп Моррис, занимавший площадь в 525 гектаров. После закрытия лагеря в его бараках поселились жители Гавра, потерявшие свое жилье в результате бомбардировок города. Это стало большой проблемой для властей Гонфревиль-л’Орше, и для ее решения с 1959 по 1978 годы на месте бараков были построены кварталы социального жилья.

## Достопримечательности
- Шато-форт Сент-Онорин (Fort Sainte-Honorine) ― построен в XI веке для защиты устья Сены
- Шато Орше XII—XIX веков
- Особняк Бевилье XVI века, характерный пример архитектуры Раннего Возрождения

## Экономика
На территории города расположена крупная промышленная зона (в основном, химические и нефтеперерабатывающие предприятия) и торговый комплекс Camp-Dolent.
Структура занятости населения:
- сельское хозяйство — 0,1 %
- промышленность — 40,9 %
- строительство — 8,8 %
- торговля, транспорт и сфера услуг — 37,1 %
- государственные и муниципальные службы — 13,1 %

Уровень безработицы (2017) — 20,0 % (Франция в целом — 13,4 %, департамент Приморская Сена — 15,3 %). 

Среднегодовой доход на 1 человека, евро (2018) — 19 150 (Франция в целом — 21 730, департамент Приморская Сена — 21 140).

## Демография
Динамика численности населения, чел.

## Администрация
Пост мэра Гонфревиль-л’Орше с 1995 года занимает коммунист Альбан Брюно (Alban Bruneau), член Совета департамента Приморская Сена от кантона Гавр-3. На муниципальных выборах 2020 года возглавляемый им список коммунистов был единственным.
| Период | Период | Фамилия          | Партия                  | Примечания |
| ------ | ------ | ---------------- | ----------------------- | --- |
| 1953   | 1978   | Жак Эберхар      | Коммунистическая партия | член Генерального совета департамента, сенатор                                                                             |
| 1978   | 1995   | Марсель Ле Миньо | Коммунистическая партия | |
| 1995   | 2017   | Жан-Поль Лекок   | Коммунистическая партия | член Генерального совета департамента, член Регионального совета Верхней Нормаднии, депутат Национального собрания Франции |
| 2017   |        | Альбан Брюно     | Коммунистическая партия | член Совета департамента                                                                                                   |

## Города-побратимы
- Тельтов, Германия

## Галерея

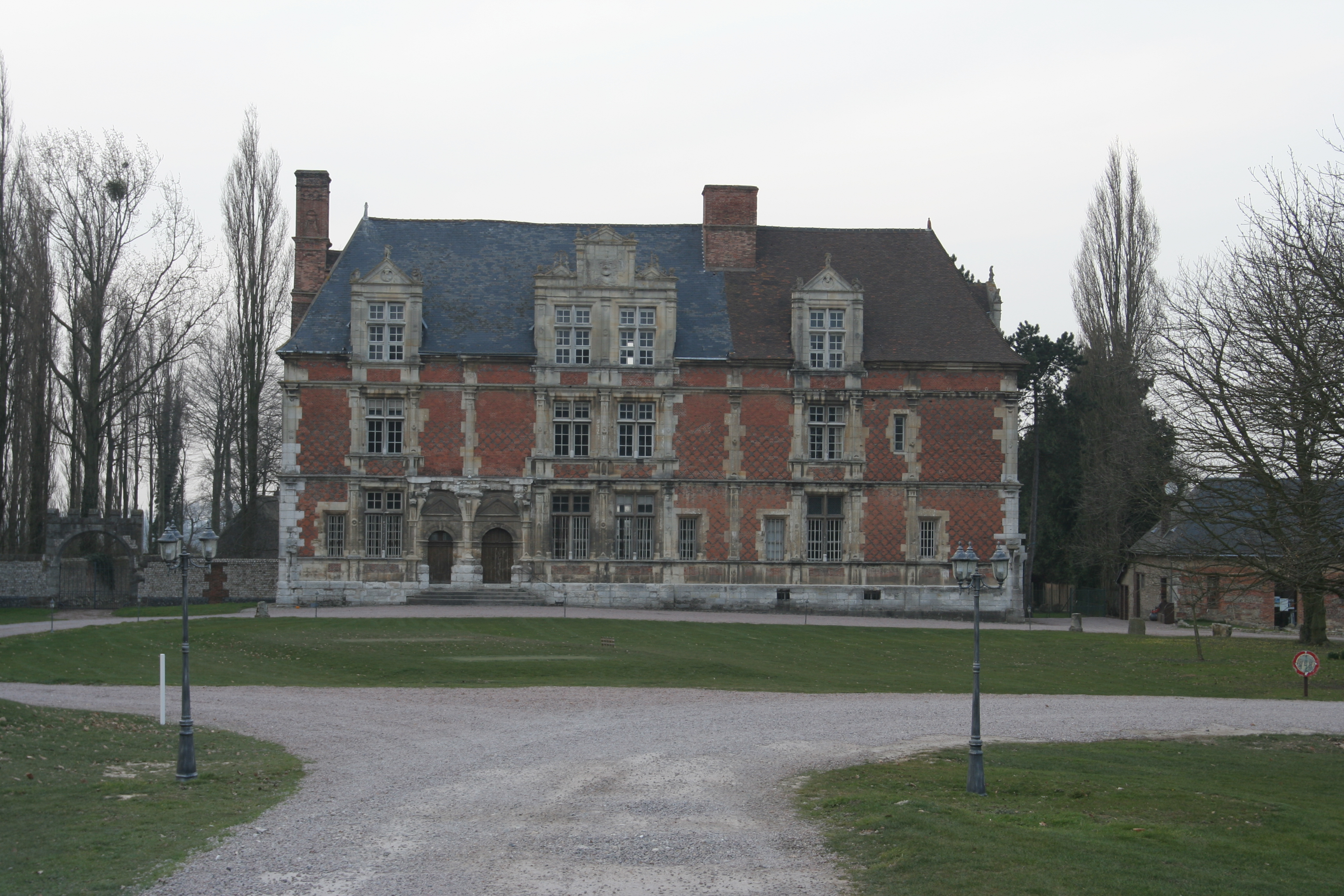
Особняк Бевилье

1. 1 2  база данных о французских коммунах — Национальный географический институт Франции, 2015.